# シャーメイン・マクメナミン
シャーメイン・マクメナミン（Charmaine McMenamin、1990年5月13日 - ）は、ニュージーランドの女子ラグビーユニオン・ラグビーリーグ選手。

## プロフィール
- ニュージーランド出身[1]。
- ポジションはフランカー(FL)、ナンバーエイト(No8)。
- 身長 173cm、体重 88kg
- 女子ニュージーランド代表キャップは31（2022年11月現在）。

## 略歴
2017年、女子ラグビーワールドカップ2017の女子ニュージーランド代表に選ばれて、ブラックファーンズ優勝に貢献。
2022年、ラグビーワールドカップ2021の女子ニュージーランド代表に選ばれて、ブラックファーンズ2大会連続優勝に貢献。